# لاینه مگی
لاینه مَگی (استونیایی: Laine Mägi؛ زادهٔ ۳ فوریهٔ ۱۹۵۹) بازیگر سینما، تلویزیون و تئاتر، رقصنده، طراح رقص اهل استونی است.